# Chrysolepis
Chrysolepis är ett släkte av bokväxter. Chrysolepis ingår i familjen bokväxter.
Kladogram enligt Catalogue of Life:
| Chrysolepis | \| \| Chrysolepis chrysophylla \| \| \| \| \| \| Chrysolepis sempervirens \| \| \| \| |
|             | \| \| Chrysolepis chrysophylla \| \| \| \| \| \| Chrysolepis sempervirens \| \| \| \| |
|             | kastanjer                                                                             |
|             |                                                                                       |
|             | Castanopsis                                                                           |
|             |                                                                                       |
|             | bokar                                                                                 |
|             |                                                                                       |
|             | Lithocarpus                                                                           |
|             |                                                                                       |
|             | Notholithocarpus                                                                      |
|             |                                                                                       |
|             | ekar                                                                                  |
|             |                                                                                       |
|             | Trigonobalanus                                                                        |
|             |                                                                                       |
|             | Chrysolepis chrysophylla                                                              |
|             |                                                                                       |
|             | Chrysolepis sempervirens                                                              |
|             |                                                                                       |

|  | Chrysolepis chrysophylla |
|  |                          |
|  | Chrysolepis sempervirens |
|  |                          |

## Bildgalleri

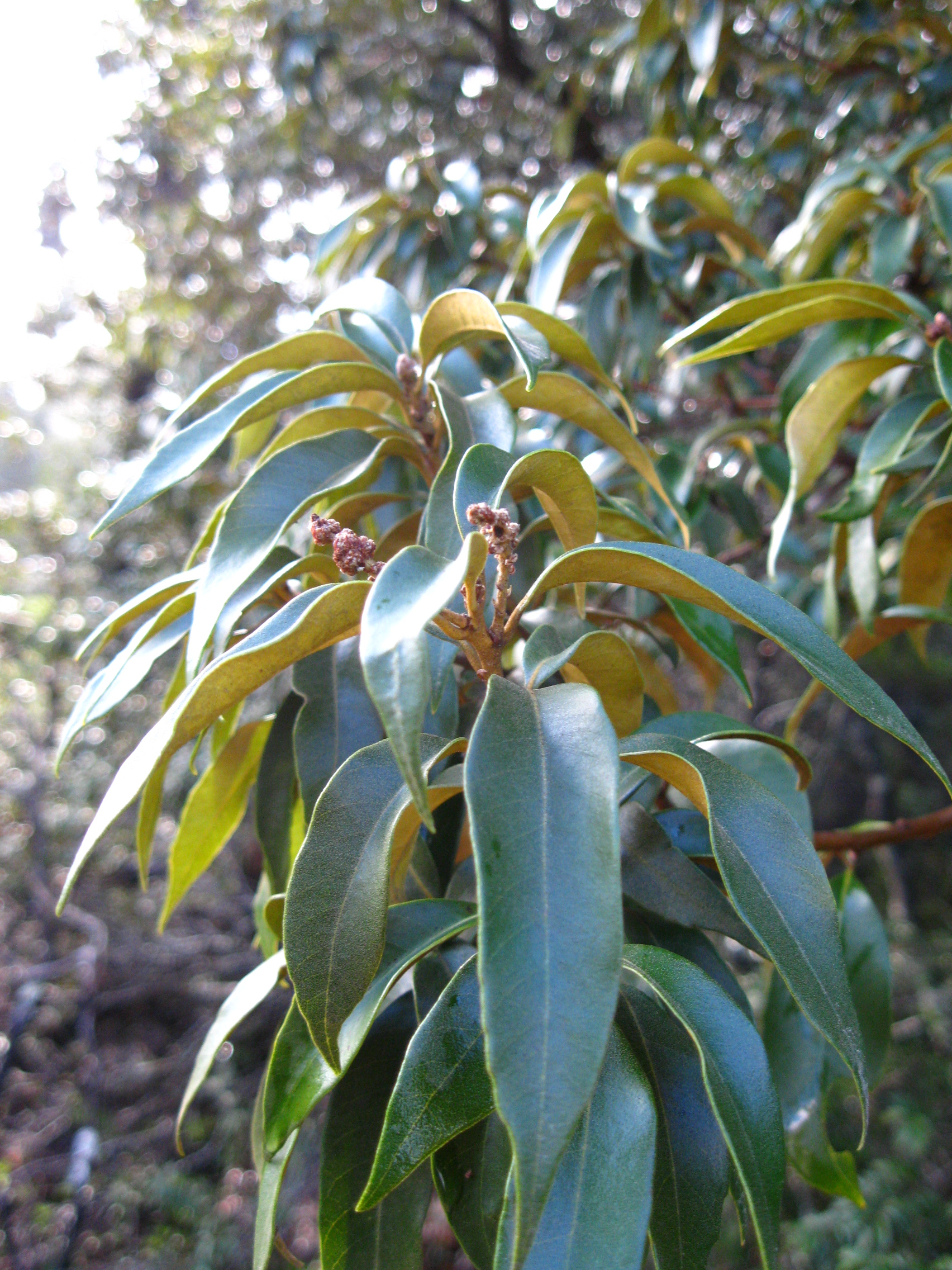